# San Martino (1864)
«Сан Мартіно» (італ. San Martino) — броненосець типу «Реджина Марія Піа» Королівських військово-морських сил Італії другої половини 19-го століття. 

## Історія створення
Броненосець «Реджина Марія Піа» був закладений 22 липня 1862 року на верфі «Société Nouvelle des Forges et Chantiers de la Méditerranée» у місті Ла-Сейн-сюр-Мер у Франції. 
Спущений на воду 21 вересня 1863 року, вступив у стрій 9 листопада 1864 року.
Свою назву корабель отримав на честь святого Мартина Турського.

## Історія служби

### Битва біля Лісси
Під час битви біля Лісси «Сан Мартіно» входив до складу дивізії адмірала Карло ді Персано, разом з кораблями «Ре д'Італія» (флагман) та «Палестро».
16-19 липня корабель брав участь в обстрілах берегових укріплень Лісси. 19 липня до ескадри приєднався найпотужніший італійський броненосець «Аффондаторе».
Вранці 20 липня надійшла звістка про наближення австрійського флоту. Персано почав шикувати свої кораблі у кільватерну лінію. Коли почався бій, він вирішив перенести свій прапор на «Аффондаторе». Між дивізіями італійських кораблів виник розрив, в який і спрямував удар головних австрійських сил Вільгельм фон Тегетгофф.
Спочатку «Сан-Мартіно» вступив у бій з неброньованими кораблями 2-ї австрійської дивізії, але коли «Ре д'Італія» вступив у сутичку з австрійським броненосцем «Ерцгерцог Фердинанд Макс», намагався прийти на допомогу своєму кораблю. 
Пізніше у ході бою «Сан Мартіно» зіткнувся зі своїм броненосцем «Реджина Марія Піа», зазнавши пошкоджень носової частини.
Загалом у ході бою «Сан Мартіно» був уражений багато разів. Один із ворожих снарядів пробив броню, але застряг у дерев'яній основі корабля. Також корабель був два рази підпалений ворожим вогнем, але в обох випадках команді вдалось загасити пожежу.

### Подальша служба
Після війни «Сан Мартіно» був перебудований в броненосець із центральною батареєю. Дві 220-мм гармати були встановлені в носовій частині, вісім 203-мм гармат були розміщені в казематі (по чотири з кожного борту), ще одна гармата - в кормовій частині. 
У 1888 році «Сан Мартіно» разом з броненосцями «Лепанто», «Італія», «Енріко Дандоло», «Кайо Дуіліо» та низкою менших кораблів брав участь у щорічних маневрах флоту ,під час яких відпрацьовувався захист Ла-Спеції.
У 1888-1890 роках корабель був модернізований та переозброєний. Тепер його озброєння складалось з вісьмох 152-мм гармат у казематі та декількох гармат меншого калібру для захисту від міноносців - п'яти 120-мм гармат, чотирьох 57-мм гармат і восьми 37-мм гармат Готчкіса. Також на кораблі були встановлені три торпедних апарати.
У 1894 році корабель увійшов до 3-ї дивізії італійського флоту, разом з нещодавно збудованими бронепалубним крейсером «Лігурія» і торпедним крейсером «Конфієнца». Того ж року він брав участь у військово-морському огляді в Генуї, який проводився на честь короля Умберто I під час введення в експлуатацію броненосця «Ре Умберто».
Надалі «Сан Мартіно» базувався в Ла-Спеції. У 1903 році він був виключений зі складу флоту і зданий на злам.